# The Voice of Germany/Staffel 2
Die zweite Staffel der Castingshow The Voice of Germany wurde vom 18. Oktober bis 14. Dezember 2012 ausgestrahlt. Sie wurde von Thore Schölermann und backstage von Doris Golpashin moderiert.
Die Jury bestand – wie in der ersten Staffel – aus der Popmusikerin Nena, dem Soulsänger Xavier Naidoo, dem Sänger und Gitarristen Rea Garvey und aus dem Duo Alec Völkel und Sascha Vollmer von der Countryband The BossHoss. Sieger wurde Nick Howard mit seinem Song Unbreakable.

## Erste Phase: Die Blind Auditions
Die Castings zur zweiten Staffel fanden von Mai bis Juli 2012 statt, wurden aber nicht im Fernsehen gezeigt. Die Blind Auditions wurden im August 2012 im Studio Adlershof in Berlin aufgezeichnet und vom 18. Oktober bis zum 2. November 2012 in sechs Fernsehsendungen ausgestrahlt.
Vor Beginn der Fernsehausstrahlung stellten ProSieben und Sat.1 die Tonaufnahmen der Blind-Auditions-Auftritte im Internet zur Verfügung, ohne die Reaktion der Jury bekanntzugeben. In einem Gewinnspiel konnten die Zuhörer tippen, welche Kandidaten die Jury in die zweite Runde gewählt hatte. Die Jury wählte 66 Kandidaten, darunter drei Duos, in die zweite Phase, in die Nena und Rea Garvey mit je 16 sowie Xavier Naidoo und The BossHoss mit je 17 Kandidaten einzogen. Unter den insgesamt 69 Künstlern befanden sich 35 Frauen und 34 Männer.
Alle vier Jurystimmen erhielten die dreizehn Kandidaten Neo, Jesper Jürgens, Nick Howard, Jenna Hoff, Omid Mirzaei, Aisata Blackman, July Rumpf, das Duo Felix und Lucas Hain, Marcel Beuter, Bianca Böhme, Nele Kohrs, Rayland Horton und Mari Harutyunyan. Von diesen entschieden sich jeweils vier für Rea Garvey und Xavier Naidoo, drei für Nena sowie zwei für The BossHoss als Coach.
| Folge  | Die Coaches und ihre Kandidaten                                  | Die Coaches und ihre Kandidaten                                          | Die Coaches und ihre Kandidaten                          | Die Coaches und ihre Kandidaten                                     |
| Folge  | Rea Garvey                                                       | Nena                                                                     | The BossHoss                                             | Xavier Naidoo                                                       |
| ------ | ---------------------------------------------------------------- | ------------------------------------------------------------------------ | -------------------------------------------------------- | ------------------------------------------------------------------- |
| 01     | Jessica Mears Nick Howard Jenna Hoff                             | Neo Brigitte Lorenz                                                      | Christin Kieu Tiffany Kirkland James Borges              | Jesper Jürgens                                                      |
| 02     | Michael Heinemann Michelle Perera                                | Eva Croissant Aisata Blackman                                            | Giulia Wahn                                              | Omid Mirzaei Daliah Stingl Michael Lane Tanya Warnecke („Freaky T“) |
| 03     | Dennis LeGree                                                    | Nathalie Dorra July Rumpf                                                | Felix und Lucas Hain Keye Katcher Mel Verez              | Vinh Khuat Gil Ofarim Brandon Stone                                 |
| 04     | Luca Sportiello Bianca Böhme Karo Fruhner                        | Manumatei Laura Buschhagen                                               | Lida Martel Marcel Beuter Alina Duwe Raffa Shira         | Iveta Mukuchyan                                                     |
| 05     | Sebastian Hämer Rayland Horton                                   | Sami und Samira Badawi Kevin Staudt Michel Schmied                       | Madeleine Müller MayaMo                                  | Nele Kohrs Sandra Amarie Momo Djender Jonas Hein                    |
| 06     | Evi Lancora Ronja Fischer Kristin Lohse Yvi Szoncsò Hannah Pearl | Menna Mulugeta Valentin Merk Sascha Lien Isabell Schmidt Marion Bialecki | Rob Fowler Mirko Bierstedt Steffen Reusch Sascha Wiegand | Marcel Gabriel Sam Leigh-Brown Cristiano de Brito Mari Harutyunyan  |
| Gesamt | 16                                                               | 16                                                                       | 17                                                       | 17                                                                  |

## Zweite Phase: Die Battle Round
Die Battle Round wurde Mitte September 2012 in Berlin aufgezeichnet und vom 8. bis zum 16. November 2012 in vier Fernsehsendungen ausgestrahlt. Die Coaches bereiteten die Teilnehmer zusammen mit Musikproduzenten aus ihrem musikalischen Umfeld auf die Gesangsduelle vor. Wie in der ersten Staffel wurde Nena von Derek von Krogh beraten, The BossHoss von Jan Löchel und Xavier Naidoo von Michael Herberger. Rea Garvey wurde von Andy Chatterley unterstützt.
In Nenas und Rea Garveys Gruppe fanden acht Eins-gegen-Eins-Duelle mit je einem Sieger statt. Aus den jeweils siebzehn Kandidaten von Xavier Naidoo und The BossHoss wurden sieben Sieger aus Eins-gegen-Eins-Duellen und ein weiterer Sieger aus einem Dreier-Battle ermittelt. Die 32 siegreichen Kandidaten kamen in die Liveshow-Phase.
| Folge | Battle | Gegner             | Gegner             | Gegner             | Gegner                 | Gegner                 | Gegner                 | Song                                                      | Coach         |
| ----- | ------ | ------------------ | ------------------ | ------------------ | ---------------------- | ---------------------- | ---------------------- | --------------------------------------------------------- | ------------- |
| 07    | 1      | Marcel Beuter      | Marcel Beuter      | Marcel Beuter      | James Borges           | James Borges           | James Borges           | Best of You von Foo Fighters                              | The BossHoss  |
| 07    | 2      | Jesper Jürgens     | Jesper Jürgens     | Jesper Jürgens     | Sam Leigh-Brown        | Sam Leigh-Brown        | Sam Leigh-Brown        | Would I Lie To You? von Charles & Eddie                   | Xavier Naidoo |
| 07    | 3      | Laura Buschhagen   | Laura Buschhagen   | Laura Buschhagen   | Neo                    | Neo                    | Neo                    | Wish You Were Here von Pink Floyd                         | Nena          |
| 07    | 4      | Jessica Mears      | Jessica Mears      | Jessica Mears      | Bianca Böhme           | Bianca Böhme           | Bianca Böhme           | Telephone von Lady Gaga und Beyoncé                       | Rea Garvey    |
| 07    | 5      | Giulia Wahn        | Giulia Wahn        | Giulia Wahn        | Raffa Shira            | Raffa Shira            | Raffa Shira            | Say Say Say von Michael Jackson und Paul McCartney        | The BossHoss  |
| 07    | 6      | Kevin Staudt       | Kevin Staudt       | Kevin Staudt       | Isabell Schmidt        | Isabell Schmidt        | Isabell Schmidt        | Where the Wild Roses Grow von Nick Cave und Kylie Minogue | Nena          |
| 07    | 7      | Vinh Khuat         | Vinh Khuat         | Vinh Khuat         | Momo Djender           | Momo Djender           | Momo Djender           | Desert Rose von Sting und Cheb Mami                       | Xavier Naidoo |
| 08    | 8      | Jenna Hoff         | Jenna Hoff         | Jenna Hoff         | Luca Sportiello        | Luca Sportiello        | Luca Sportiello        | Come Together von The Beatles                             | Rea Garvey    |
| 08    | 9      | Jonas Hein         | Jonas Hein         | Jonas Hein         | Brandon Stone          | Brandon Stone          | Brandon Stone          | Symphonie von Silbermond                                  | Xavier Naidoo |
| 08    | 10     | Nathalie Dorra     | Nathalie Dorra     | Nathalie Dorra     | Aisata Blackman        | Aisata Blackman        | Aisata Blackman        | You Can’t Always Get What You Want von The Rolling Stones | Nena          |
| 08    | 11     | Dennis LeGree      | Dennis LeGree      | Dennis LeGree      | Michelle Perera        | Michelle Perera        | Michelle Perera        | Tainted Love von Gloria Jones                             | Rea Garvey    |
| 08    | 12     | Christin Kieu      | Christin Kieu      | Christin Kieu      | Alina Duwe             | Alina Duwe             | Alina Duwe             | I Will Dance (When I Walk Away) von Katzenjammer          | The BossHoss  |
| 08    | 13     | Michael Lane       | Michael Lane       | Michael Lane       | Sandra Amarie          | Sandra Amarie          | Sandra Amarie          | Everybody Hurts von R.E.M.                                | Xavier Naidoo |
| 08    | 14     | Ronja Fischer      | Ronja Fischer      | Ronja Fischer      | Rayland Horton         | Rayland Horton         | Rayland Horton         | Broken Strings von James Morrison und Nelly Furtado       | Rea Garvey    |
| 08    | 15     | Manumatei          | Manumatei          | Manumatei          | Sami und Samira Badawi | Sami und Samira Badawi | Sami und Samira Badawi | 20.000 Meilen von Xavier Naidoo                           | Nena          |
| 09    | 16     | Rob Fowler         | Rob Fowler         | Rob Fowler         | Felix und Lucas Hain   | Felix und Lucas Hain   | Felix und Lucas Hain   | Stop and Stare von OneRepublic                            | The BossHoss  |
| 09    | 17     | Yvi Szoncsò        | Yvi Szoncsò        | Yvi Szoncsò        | Nick Howard            | Nick Howard            | Nick Howard            | Home Again von Michael Kiwanuka                           | Rea Garvey    |
| 09    | 18     | Nele Kohrs         | Nele Kohrs         | Nele Kohrs         | Marcel Gabriel         | Marcel Gabriel         | Marcel Gabriel         | Summer Wine von Lee Hazlewood und Nancy Sinatra           | Xavier Naidoo |
| 09    | 19     | Brigitte Lorenz    | Brigitte Lorenz    | Brigitte Lorenz    | Marion Bialecki        | Marion Bialecki        | Marion Bialecki        | My Baby Just Cares for Me von Nina Simone                 | Nena          |
| 09    | 20     | Michael Heinemann  | Michael Heinemann  | Michael Heinemann  | Hannah Pearl           | Hannah Pearl           | Hannah Pearl           | Don’t Give Up von Peter Gabriel und Kate Bush             | Rea Garvey    |
| 09    | 21     | Michel Schmied     | Michel Schmied     | Michel Schmied     | Sascha Lien            | Sascha Lien            | Sascha Lien            | Come as You Are von Nirvana                               | Nena          |
| 09    | 22     | Cristiano de Brito | Cristiano de Brito | Cristiano de Brito | Gil Ofarim             | Gil Ofarim             | Gil Ofarim             | Reichtum der Welt von Holger Biege                        | Xavier Naidoo |
| 09    | 23     | Tiffany Kirkland   | Tiffany Kirkland   | MayaMo             | MayaMo                 | Madeleine Müller       | Madeleine Müller       | Stone Cold Sober von Paloma Faith                         | The BossHoss  |
| 10    | 24     | Keye Katcher       | Keye Katcher       | Keye Katcher       | Sascha Wiegand         | Sascha Wiegand         | Sascha Wiegand         | Mr. Brightside von The Killers                            | The BossHoss  |
| 10    | 25     | Menna Mulugeta     | Menna Mulugeta     | Menna Mulugeta     | July Rumpf             | July Rumpf             | July Rumpf             | Burn It Down von Linkin Park                              | Nena          |
| 10    | 26     | Freaky T           | Freaky T           | Freaky T           | Daliah Stingl          | Daliah Stingl          | Daliah Stingl          | Sign Your Name von Terence Trent D’Arby                   | Xavier Naidoo |
| 10    | 27     | Sebastian Hämer    | Sebastian Hämer    | Sebastian Hämer    | Karo Fruhner           | Karo Fruhner           | Karo Fruhner           | Morgen von Chima                                          | Rea Garvey    |
| 10    | 28     | Lida Martel        | Lida Martel        | Lida Martel        | Mel Verez              | Mel Verez              | Mel Verez              | Black Hole Sun von Soundgarden                            | The BossHoss  |
| 10    | 29     | Valentin Merk      | Valentin Merk      | Valentin Merk      | Eva Croissant          | Eva Croissant          | Eva Croissant          | Diese Tage von Kris featuring Dante Thomas                | Nena          |
| 10    | 30     | Steffen Reusch     | Steffen Reusch     | Steffen Reusch     | Mirko Bierstedt        | Mirko Bierstedt        | Mirko Bierstedt        | The Scientist von Coldplay                                | The BossHoss  |
| 10    | 31     | Evi Lancora        | Evi Lancora        | Evi Lancora        | Kristin Lohse          | Kristin Lohse          | Kristin Lohse          | Liebe ist von Nena                                        | Rea Garvey    |
| 10    | 32     | Omid Mirzaei       | Omid Mirzaei       | Iveta Mukuchyan    | Iveta Mukuchyan        | Mari Harutyunyan       | Mari Harutyunyan       | Many Rivers to Cross von Jimmy Cliff                      | Xavier Naidoo |

## Dritte Phase: Die Liveshows
Die sechs Liveshows fanden im K.-o.-System vom 22. November bis zum 14. Dezember 2012 in Berlin statt. In den ersten fünf Liveshows sangen jeweils zwei Kandidaten eines Coaches nacheinander einen Song. Eine Kombination aus Coachwertung und Televoting-Ergebnis entschied, welcher der beiden Künstler in die nächste Runde kommt. In den ersten beiden Liveshows schieden vier der acht Teilnehmer jedes Coaches aus. In der dritten und vierten Sendung mussten zwei weitere Kandidaten pro Gruppe die Show verlassen. In der Halbfinalshow qualifizierte sich einer der zwei Kandidaten jedes Coaches für die Finalshow am 14. Dezember 2012.

### Ergebnistabelle
| Coach: Rea Garvey      | Coach: Rea Garvey | Coach: Rea Garvey | Coach: Rea Garvey | Coach: Rea Garvey | Coach: Rea Garvey | Coach: Rea Garvey |
| Name                   | 1. Liveshow       | 2. Liveshow       | 3. Liveshow       | 4. Liveshow       | Halbfinale        | Finale            |
| ---------------------- | ----------------- | ----------------- | ----------------- | ----------------- | ----------------- | ----------------- |
| Nick Howard            | —                 | Weiter            | —                 | Weiter            | Weiter            | 1. Platz          |
| Michael Heinemann      | Weiter            | —                 | Weiter            | —                 | Ausgeschieden     |                   |
| Jenna Hoff             | —                 | Weiter            | Ausgeschieden     | —                 |                   |                   |
| Bianca Böhme           | Weiter            | —                 | —                 | Ausgeschieden     |                   |                   |
| Michelle Perera        | Ausgeschieden     | —                 |                   |                   |                   |                   |
| Evi Lancora            | Ausgeschieden     | —                 |                   |                   |                   |                   |
| Rayland Horton         | —                 | Ausgeschieden     |                   |                   |                   |                   |
| Karo Fruhner           | —                 | Ausgeschieden     |                   |                   |                   |                   |
| Coach: Nena            |                   |                   |                   |                   |                   |                   |
| Name                   | 1. Liveshow       | 2. Liveshow       | 3. Liveshow       | 4. Liveshow       | Halbfinale        | Finale            |
| Isabell Schmidt        | Weiter            | —                 | —                 | Weiter            | Weiter            | 2. Platz          |
| Brigitte Lorenz        | Weiter            | —                 | Weiter            | —                 | Ausgeschieden     |                   |
| Menna Mulugeta         | —                 | Weiter            | Ausgeschieden     | —                 |                   |                   |
| Eva Croissant          | —                 | Weiter            | —                 | Ausgeschieden     |                   |                   |
| Michel Schmied         | Ausgeschieden     | —                 |                   |                   |                   |                   |
| Sami und Samira Badawi | Ausgeschieden     | —                 |                   |                   |                   |                   |
| Aisata Blackman        | —                 | Ausgeschieden     |                   |                   |                   |                   |
| Neo                    | —                 | Ausgeschieden     |                   |                   |                   |                   |
| Coach: Xavier Naidoo   |                   |                   |                   |                   |                   |                   |
| Name                   | 1. Liveshow       | 2. Liveshow       | 3. Liveshow       | 4. Liveshow       | Halbfinale        | Finale            |
| Michael Lane           | —                 | Weiter            | —                 | Weiter            | Weiter            | 3. Platz          |
| Freaky T               | Weiter            | —                 | Weiter            | —                 | Rücktritt         |                   |
| Jesper Jürgens         | Weiter            | —                 | Ausgeschieden     | —                 |                   |                   |
| Gil Ofarim             | —                 | Weiter            | —                 | Ausgeschieden     |                   |                   |
| Marcel Gabriel         | Ausgeschieden     | —                 |                   |                   |                   |                   |
| Iveta Mukuchyan        | Ausgeschieden     | —                 |                   |                   |                   |                   |
| Momo Djender           | —                 | Ausgeschieden     |                   |                   |                   |                   |
| Brandon Stone          | —                 | Ausgeschieden     |                   |                   |                   |                   |
| Coach: The BossHoss    |                   |                   |                   |                   |                   |                   |
| Name                   | 1. Liveshow       | 2. Liveshow       | 3. Liveshow       | 4. Liveshow       | Halbfinale        | Finale            |
| James Borges           | Weiter            | —                 | —                 | Weiter            | Weiter            | 4. Platz          |
| Rob Fowler             | Weiter            | —                 | Weiter            | —                 | Ausgeschieden     |                   |
| Steffen Reusch         | —                 | Weiter            | Ausgeschieden     | —                 |                   |                   |
| Raffa Shira            | —                 | Weiter            | —                 | Ausgeschieden     |                   |                   |
| Tiffany Kirkland       | Ausgeschieden     | —                 |                   |                   |                   |                   |
| Christin Kieu          | Ausgeschieden     | —                 |                   |                   |                   |                   |
| Lida Martel            | —                 | Ausgeschieden     |                   |                   |                   |                   |
| Keye Katcher           | —                 | Ausgeschieden     |                   |                   |                   |                   |

### Erste Liveshow
In den ersten beiden Liveshows am 22. und 23. November 2012 kamen vier von den acht Kandidaten jeder Gruppe weiter.
| Voting # | Coach         | Kandidat               | Song                                               | Punktevergabe | Punktevergabe | Punktevergabe |
| Voting # | Coach         | Kandidat               | Song                                               | Coach         | Zuschauer     | Gesamt        |
| -------- | ------------- | ---------------------- | -------------------------------------------------- | ------------- | ------------- | ------------- |
| 1.       | Rea Garvey    | Bianca Böhme           | Déjà Vu von Beyoncé                                | 45            | 56,67         | 101,67        |
| 1.       | Rea Garvey    | Michelle Perera        | If I Were a Boy von Beyoncé                        | 55            | 43,33         | 098,33        |
|          |               |                        |                                                    |               |               |               |
| 2.       | Xavier Naidoo | Marcel Gabriel         | Stay von Hurts                                     | 57            | 27,30         | 084,30        |
| 2.       | Xavier Naidoo | Jesper Jürgens         | Gloria von Mando Diao                              | 43            | 72,70         | 115,70        |
|          |               |                        |                                                    |               |               |               |
| 3.       | Nena          | Isabell Schmidt        | Twist in My Sobriety von Tanita Tikaram            | 54            | 62,90         | 116,90        |
| 3.       | Nena          | Michel Schmied         | Such a Shame von Talk Talk                         | 46            | 37,10         | 083,10        |
|          |               |                        |                                                    |               |               |               |
| 4.       | The BossHoss  | Tiffany Kirkland       | Read All About It (Part III) von Emeli Sandé       | 46            | 22,32         | 068,32        |
| 4.       | The BossHoss  | Rob Fowler             | Billie Jean von Michael Jackson                    | 54            | 77,68         | 131,68        |
|          |               |                        |                                                    |               |               |               |
| 5.       | Rea Garvey    | Evi Lancora            | Zünde alle Feuer von Philipp Poisel                | 40            | 16,87         | 056,87        |
| 5.       | Rea Garvey    | Michael Heinemann      | The Blower’s Daughter von Damien Rice              | 60            | 83,13         | 143,13        |
|          |               |                        |                                                    |               |               |               |
| 6.       | Xavier Naidoo | Freaky T               | Freak like Me von Adina Howard                     | 43            | 57,67         | 100,67        |
| 6.       | Xavier Naidoo | Iveta Mukuchyan        | More von Usher                                     | 57            | 42,33         | 099,33        |
|          |               |                        |                                                    |               |               |               |
| 7.       | Nena          | Brigitte Lorenz        | Ich glaub ’ne Dame werd ich nie von Hildegard Knef | 60            | 56,37         | 116,37        |
| 7.       | Nena          | Sami und Samira Badawi | Lila Wolken von Marteria, Yasha und Miss Platnum   | 40            | 43,63         | 083,63        |
|          |               |                        |                                                    |               |               |               |
| 8.       | The BossHoss  | Christin Kieu          | True Colors von Cyndi Lauper                       | 35            | 39,31         | 074,31        |
| 8.       | The BossHoss  | James Borges           | Wire to Wire von Razorlight                        | 65            | 60,69         | 125,69        |

### Zweite Liveshow
Zu Beginn der zweiten Liveshow trug Ivy Quainoo ihr Lied Who You Are vor.
| Voting # | Coach         | Kandidat        | Song                                                     | Punktevergabe | Punktevergabe | Punktevergabe |
| Voting # | Coach         | Kandidat        | Song                                                     | Coach         | Zuschauer     | Gesamt        |
| -------- | ------------- | --------------- | -------------------------------------------------------- | ------------- | ------------- | ------------- |
| 1.       | Xavier Naidoo | Momo Djender    | Beautiful Day von U2                                     | 50            | 25,50         | 075,50        |
| 1.       | Xavier Naidoo | Gil Ofarim      | Iris von Goo Goo Dolls                                   | 50            | 74,50         | 124,50        |
|          |               |                 |                                                          |               |               |               |
| 2.       | The BossHoss  | Lida Martel     | After Dark von Tito & Tarantula                          | 44            | 40,57         | 084,57        |
| 2.       | The BossHoss  | Steffen Reusch  | Drunk in the Morning von Lukas Graham                    | 56            | 59,43         | 115,43        |
|          |               |                 |                                                          |               |               |               |
| 3.       | Rea Garvey    | Rayland Horton  | How Am I Supposed to Live Without You von Laura Branigan | 43            | 36,36         | 079,36        |
| 3.       | Rea Garvey    | Nick Howard     | We Are Young von fun.                                    | 57            | 63,64         | 120,64        |
|          |               |                 |                                                          |               |               |               |
| 4.       | Nena          | Aisata Blackman | Take On Me von a-ha                                      | 55            | 20,18         | 075,18        |
| 4.       | Nena          | Menna Mulugeta  | Diamonds von Rihanna                                     | 45            | 79,82         | 124,82        |
|          |               |                 |                                                          |               |               |               |
| 5.       | Xavier Naidoo | Brandon Stone   | Halt mich von Herbert Grönemeyer                         | 58            | 23,05         | 081,05        |
| 5.       | Xavier Naidoo | Michael Lane    | 7 Days von Craig David                                   | 42            | 76,95         | 118,95        |
|          |               |                 |                                                          |               |               |               |
| 6.       | The BossHoss  | Keye Katcher    | GoldenEye von Tina Turner                                | 54            | 21,50         | 075,50        |
| 6.       | The BossHoss  | Raffa Shira     | Du erinnerst mich an Liebe von Ich + Ich                 | 46            | 78,50         | 124,50        |
|          |               |                 |                                                          |               |               |               |
| 7.       | Rea Garvey    | Karo Fruhner    | Dog Days Are Over von Florence + the Machine             | 40            | 37,29         | 077,29        |
| 7.       | Rea Garvey    | Jenna Hoff      | Nothing Else Matters von Metallica                       | 60            | 62,71         | 122,71        |
|          |               |                 |                                                          |               |               |               |
| 8.       | Nena          | Eva Croissant   | Du Oder Ich (Oder Wir Alle) von Mikroboy                 | 50            | 58,33         | 108,33        |
| 8.       | Nena          | Neo             | My Immortal von Evanescence                              | 50            | 41,67         | 091,67        |

### Dritte Liveshow
In der dritten und vierten Liveshow am 29. und 30. November 2012 kamen zwei von den vier Kandidaten jeder Gruppe weiter.
Zu Beginn der dritten Liveshow trug Rea Garvey seinen Song Wild Love vor. Später in der Sendung sang Nena ihr Lied Das ist nicht alles.
| Voting # | Coach         | Kandidat          | Song                                   | Punktevergabe | Punktevergabe | Punktevergabe |
| Voting # | Coach         | Kandidat          | Song                                   | Coach         | Zuschauer     | Gesamt        |
| -------- | ------------- | ----------------- | -------------------------------------- | ------------- | ------------- | ------------- |
| 1.       | Nena          | Menna Mulugeta    | Move in the Right Direction von Gossip | 49            | 36,32         | 085,32        |
| 1.       | Nena          | Brigitte Lorenz   | So leb’ dein Leben von Mary Roos       | 51            | 63,68         | 114,68        |
|          |               |                   |                                        |               |               |               |
| 2.       | The BossHoss  | Steffen Reusch    | High and Dry von Radiohead             | 59            | 25,86         | 084,86        |
| 2.       | The BossHoss  | Rob Fowler        | What I’ve Done von Linkin Park         | 41            | 74,14         | 115,14        |
|          |               |                   |                                        |               |               |               |
| 3.       | Rea Garvey    | Jenna Hoff        | Skyfall von Adele                      | 50            | 30,54         | 080,54        |
| 3.       | Rea Garvey    | Michael Heinemann | Treading Water von Alex Clare          | 50            | 69,46         | 119,46        |
|          |               |                   |                                        |               |               |               |
| 4.       | Xavier Naidoo | Freaky T          | Frozen von Madonna                     | 57            | 43,73         | 100,73        |
| 4.       | Xavier Naidoo | Jesper Jürgens    | Zurück von Flo Mega                    | 43            | 56,27         | 099,27        |

### Vierte Liveshow
Zu Beginn der vierten Liveshow trug die Band The BossHoss ihr Lied I Keep on Dancing vor. Später trat die Musikgruppe Sing um dein Leben mit dem Song Aim High auf.
| Voting # | Coach         | Kandidat        | Song                                  | Punktevergabe | Punktevergabe | Punktevergabe |
| Voting # | Coach         | Kandidat        | Song                                  | Coach         | Zuschauer     | Gesamt        |
| -------- | ------------- | --------------- | ------------------------------------- | ------------- | ------------- | ------------- |
| 1.       | Xavier Naidoo | Gil Ofarim      | Man in the Mirror von Michael Jackson | 47            | 41,43         | 088,43        |
| 1.       | Xavier Naidoo | Michael Lane    | Angel von Sarah McLachlan             | 53            | 58,57         | 111,57        |
|          |               |                 |                                       |               |               |               |
| 2.       | Nena          | Eva Croissant   | Still von Jupiter Jones               | 50            | 42,32         | 092,32        |
| 2.       | Nena          | Isabell Schmidt | Losing My Religion von R.E.M.         | 50            | 57,68         | 107,68        |
|          |               |                 |                                       |               |               |               |
| 3.       | The BossHoss  | James Borges    | Mr. Bojangles von Jerry Jeff Walker   | 60            | 48,84         | 108,84        |
| 3.       | The BossHoss  | Raffa Shira     | Missing von Everything but the Girl   | 40            | 51,16         | 091,16        |
|          |               |                 |                                       |               |               |               |
| 4.       | Rea Garvey    | Nick Howard     | Yellow von Coldplay                   | 50            | 60,01         | 110,01        |
| 4.       | Rea Garvey    | Bianca Böhme    | It Will Rain von Bruno Mars           | 50            | 39,99         | 089,99        |

### Halbfinale
In der fünften Liveshow, dem Halbfinale am 7. Dezember 2012, traten die acht verbliebenen Teilnehmer jeweils mit einem selbstkomponierten oder für sie komponierten Song auf. Zudem sangen die zwei Kandidaten jeder Gruppe ein Lied im Duett.
Nach dem Vortrag ihres Songs verkündete Freaky T aus gesundheitlichen Gründen ihren Rücktritt von der Show. Damit stand Michael Lane ohne Coach- und Zuschauerwertung als Finalteilnehmer aus Xavier Naidoos Gruppe fest. Anschließend sangen Freaky T und Michael Lane noch ihr Duett.
In der Sendung sang das Duo Xavas ein Medley seiner beiden Lieder Schau nicht mehr zurück und Wage es zu glauben.
| Voting # | Coach         | Kandidat          | Eigener Song              | Song im Duett                                            | Punktevergabe             | Punktevergabe             | Punktevergabe             |
| Voting # | Coach         | Kandidat          | Eigener Song              | Song im Duett                                            | Coach                     | Zuschauer                 | Gesamt                    |
| -------- | ------------- | ----------------- | ------------------------- | -------------------------------------------------------- | ------------------------- | ------------------------- | ------------------------- |
| 1.       | Rea Garvey    | Michael Heinemann | Words (Try to Hold On)    | Skinny Love von Bon Iver                                 | 47                        | 31,34                     | 078,34                    |
| 1.       | Rea Garvey    | Nick Howard       | Unbreakable               | Skinny Love von Bon Iver                                 | 53                        | 68,66                     | 121,66                    |
|          |               |                   |                           |                                                          |                           |                           |                           |
| 2.       | Nena          | Brigitte Lorenz   | Wenn ich dich nicht hätte | Schritt für Schritt ins Paradies von Ton Steine Scherben | 49                        | 30,42                     | 079,42                    |
| 2.       | Nena          | Isabell Schmidt   | Heimweh                   | Schritt für Schritt ins Paradies von Ton Steine Scherben | 51                        | 69,58                     | 120,58                    |
|          |               |                   |                           |                                                          |                           |                           |                           |
| 3.       | Xavier Naidoo | Michael Lane      | Mrs. Lawless              | No Ordinary Love von Sade Adu                            | Ohne Punktevergabe weiter | Ohne Punktevergabe weiter | Ohne Punktevergabe weiter |
| 3.       | Xavier Naidoo | Freaky T          | Inferno                   | No Ordinary Love von Sade Adu                            | Rücktritt                 | Rücktritt                 | Rücktritt                 |
|          |               |                   |                           |                                                          |                           |                           |                           |
| 4.       | The BossHoss  | Rob Fowler        | The Hurt                  | Perfect Day von Lou Reed                                 | 52                        | 42,29                     | 094,29                    |
| 4.       | The BossHoss  | James Borges      | Lonely                    | Perfect Day von Lou Reed                                 | 48                        | 57,71                     | 105,71                    |

### Finale
Die sechste Liveshow, das Finale, fand am 14. Dezember 2012 statt. Wie in der ersten Staffel wurde der Sieger durch eine Kombination aus Anzahl Song-Downloads und Televoting-Ergebnis ermittelt. Die im Halbfinale präsentierten eigenen Songs der vier Finalteilnehmer standen im iTunes Store und anderen Portalen zum kostenpflichtigen Download bereit. Für jeden der vier Finalisten zählte ein bis am 13. Dezember 2012 verkaufter Download so viel wie zwei Televotingstimmen am Finalabend.
Zu Beginn der Finalshow interpretierte Robbie Williams zusammen mit den Kandidaten seinen aktuellen Hit Candy und sang später seinen Song Different.
In der Finalshow trug jeder Finalteilnehmer seinen eigenen Song vor, sang außerdem ein Duett mit seinem Coach und ein weiteres Duett mit einer Gastkünstlerin. Nick Howard sang gemeinsam mit Emeli Sandé, Isabell Schmidt mit Birdy, Michael Lane mit Leona Lewis und James Borges mit Nelly Furtado. Die meisten Downloads vor Beginn der Finalshow hatte Isabell Schmidt, doch nach Abschluss des Televotings hatte Nick Howard die höchste Gesamtwertung.
| Rang | Kandidat        | Coach         | Songs                    | Songs                                        | Televoting und Downloads |
| ---- | --------------- | ------------- | ------------------------ | -------------------------------------------- | ------------------------ |
| 1    | Nick Howard     | Rea Garvey    | eigener Song             | Unbreakable                                  | 41,04 %                  |
| 1    | Nick Howard     | Rea Garvey    | Duett mit Coach          | One Day Like This von Elbow                  | 41,04 %                  |
| 1    | Nick Howard     | Rea Garvey    | Duett mit Gastkünstlerin | Read All About It (Part III) von Emeli Sandé | 41,04 %                  |
|      |                 |               |                          |                                              |                          |
| 2    | Isabell Schmidt | Nena          | eigener Song             | Heimweh                                      | 28,85 %                  |
| 2    | Isabell Schmidt | Nena          | Duett mit Coach          | Finderlohn von Herr Sorge                    | 28,85 %                  |
| 2    | Isabell Schmidt | Nena          | Duett mit Gastkünstlerin | People Help The People von Cherry Ghost      | 28,85 %                  |
|      |                 |               |                          |                                              |                          |
| 3    | Michael Lane    | Xavier Naidoo | eigener Song             | Mrs. Lawless                                 | 22,20 %                  |
| 3    | Michael Lane    | Xavier Naidoo | Duett mit Coach          | Cruisin’ von Smokey Robinson                 | 22,20 %                  |
| 3    | Michael Lane    | Xavier Naidoo | Duett mit Gastkünstlerin | Trouble von Leona Lewis                      | 22,20 %                  |
|      |                 |               |                          |                                              |                          |
| 4    | James Borges    | The BossHoss  | eigener Song             | Lonely                                       | 07,89 %                  |
| 4    | James Borges    | The BossHoss  | Duett mit Coach          | It’s Not Unusual von Tom Jones               | 07,89 %                  |
| 4    | James Borges    | The BossHoss  | Duett mit Gastkünstlerin | Waiting for the Night von Nelly Furtado      | 07,89 %                  |

## Einschaltquoten
Im Durchschnitt sahen 4,02 Millionen Zuschauer die zweite Staffel von The Voice of Germany auf ProSieben und Sat.1, der Marktanteil beim Gesamtpublikum betrug 13,3 Prozent. In der Zielgruppe der 14- bis 49-Jährigen sahen im Durchschnitt 2,71 Millionen Zuschauer zu, was einem Marktanteil von 23,0 Prozent entsprach.
| Folge | Sendung         | Sender    | Datum                 | Zuschauer | Zuschauer       | Zuschauer       | Marktanteil | Marktanteil     | Marktanteil     |
| Folge | Sendung         | Sender    | Datum                 | Gesamt    | 14 bis 49 Jahre | 20 bis 59 Jahre | Gesamt      | 14 bis 49 Jahre | 20 bis 59 Jahre |
| ----- | --------------- | --------- | --------------------- | --------- | --------------- | --------------- | ----------- | --------------- | --------------- |
| 01    | Blind Auditions | ProSieben | Do, 18. Oktober 2012  | 4,69 Mio. | 3,46 Mio.       | 3,61 Mio.       | 15,5 %      | 28,5 %          | 21,7 %          |
| 02    | Blind Auditions | Sat.1     | Fr, 19. Oktober 2012  | 5,24 Mio. | 3,49 Mio.       | 3,94 Mio.       | 17,6 %      | 30,4 %          | 23,6 %          |
| 03    | Blind Auditions | ProSieben | Do, 25. Oktober 2012  | 4,66 Mio. | 3,30 Mio.       | 3,60 Mio.       | 14,5 %      | 25,3 %          | 20,4 %          |
| 04    | Blind Auditions | Sat.1     | Fr, 26. Oktober 2012  | 4,83 Mio. | 3,28 Mio.       | 3,63 Mio.       | 15,4 %      | 27,3 %          | 21,8 %          |
| 05    | Blind Auditions | ProSieben | Do, 1. November 2012  | 4,90 Mio. | 3,36 Mio.       | 3,83 Mio.       | 15,1 %      | 26,0 %          | 21,5 %          |
| 06    | Blind Auditions | Sat.1     | Fr, 2. November 2012  | 4,85 Mio. | 3,30 Mio.       | 3,70 Mio.       | 15,7 %      | 28,0 %          | 22,5 %          |
| 07    | Die Battles     | ProSieben | Do, 8. November 2012  | 4,17 Mio. | 3,02 Mio.       | 3,26 Mio.       | 13,4 %      | 24,2 %          | 19,1 %          |
| 08    | Die Battles     | Sat.1     | Fr, 9. November 2012  | 4,54 Mio. | 2,96 Mio.       | 3,33 Mio.       | 14,9 %      | 25,7 %          | 20,7 %          |
| 09    | Die Battles     | ProSieben | Do, 15. November 2012 | 4,38 Mio. | 3,15 Mio.       | 3,49 Mio.       | 14,1 %      | 25,3 %          | 20,5 %          |
| 10    | Die Battles     | Sat.1     | Fr, 16. November 2012 | 4,12 Mio. | 2,70 Mio.       | 3,17 Mio.       | 13,4 %      | 23,1 %          | 19,5 %          |
| 11    | 1. Liveshow     | ProSieben | Do, 22. November 2012 | 3,11 Mio. | 2,19 Mio.       | 2,51 Mio.       | 10,7 %      | 18,5 %          | 15,6 %          |
| 12    | 2. Liveshow     | Sat.1     | Fr, 23. November 2012 | 3,29 Mio. | 2,12 Mio.       | 2,42 Mio.       | 11,6 %      | 19,4 %          | 15,9 %          |
| 13    | 3. Liveshow     | ProSieben | Do, 29. November 2012 | 3,50 Mio. | 2,34 Mio.       | 2,73 Mio.       | 11,7 %      | 19,8 %          | 16,7 %          |
| 14    | 4. Liveshow     | Sat.1     | Fr, 30. November 2012 | 3,29 Mio. | 1,98 Mio.       | 2,33 Mio.       | 11,4 %      | 18,3 %          | 15,5 %          |
| 15    | Halbfinale      | Sat.1     | Fr, 7. Dezember 2012  | 2,96 Mio. | 1,85 Mio.       | 2,18 Mio.       | 10,2 %      | 17,3 %          | 14,5 %          |
| 16    | Finale          | Sat.1     | Fr, 14. Dezember 2012 | 3,42 Mio. | 2,12 Mio.       | 2,49 Mio.       | 12,1 %      | 19,7 %          | 16,7 %          |